# Frédéric Chauvaud
Frédéric Chauvaud, né en 1955, est un historien français spécialiste de l’histoire de la justice pénale au XIXe siècle. Il est professeur émérite d’histoire contemporaine à l’université de Poitiers.
Il s'est intéressé à l'histoire du crime, de la déviance, de la violence, des représentations visuelles de la justice et ensuite à l'histoire de la bande dessinée.
Frédéric Chauvaud a également participé à la rédaction de manuels scolaires.

## Biographie
Frédéric Chauvaud a soutenu en 1988 une thèse d'histoire sous la direction de Philippe Vigier intitulée : « Tensions et conflits, aspects de la vie rurale au 19e siecle d'après les archives judiciaires : l'exemple de l'arrondissement de Rambouillet (1811-1871) ».
En 1991, il commence sa carrière comme chargé de cours en histoire contemporaine à l'Université Paris X.
Chauvaud est membre de plusieurs comités de rédaction de revues historiques (Sociétés & représentations, Beccaria) ainsi que de comités scientifiques (Revue d'Histoire de l'Enfance Irrégulière, Revue d’histoire du XIXe siècle).
Il est membre titulaire du laboratoire Criham (Centre de recherche interdisciplinaire en histoire, histoire de l’art, anthropologie et musicologie).
Avec Marie-José Grihom, psychologue clinicienne et Lydie Bodiou historienne, il est responsable d'un programme de recherche interdisciplinaire centrés sur le corps malmenés et meurtris par les violences familiales et sexuelles.

## Travaux

### L'affaire Papin

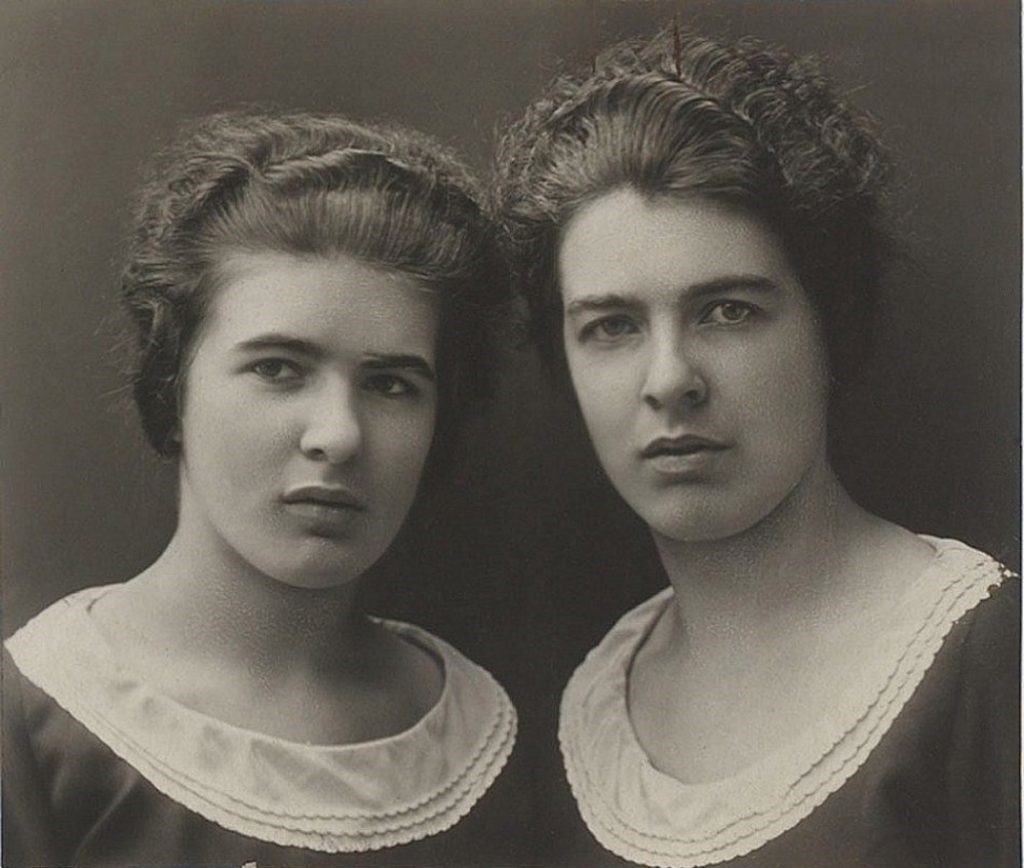
Léa et Christine Papin vers 1928

Chauvaud a consacré un livre en 2010 à l'affaire Papin. Christine et Léa, étaient deux domestiques travaillant pour la famille Lancelin au Mans. Le soir du 2 février 1933, les sœurs ont assassiné leur employeuse et sa fille à coups de marteau et de couteau. Les corps des victimes ont été retrouvés par le mari de Madame Lancelin, rentré chez lui tard dans la soirée. Les sœurs Papin ont été arrêtées le lendemain et ont rapidement avoué leur crime. Leur procès, qui s'est tenu en septembre 1933, a été très médiatisé et a suscité une grande émotion dans l'opinion publique. Les sœurs ont été reconnues coupables et condamnées à la peine de mort.

### L'affaire Pranzini
En 2018, Chauvaud a publié un livre sur l'affaire Pranzini, également appelée affaire du « triple assassinat de la rue Montaigne ». Henri Pranzini était un aventurier franco-italien reconnu coupable d'un triple meurtre, commis le 17 mars 1887, rue Montaigne (actuelle rue Jean-Mermoz) à Paris, et lui valant d'être condamné à la guillotine.

### Féminicides
Dans différents livres et articles, Chauvaud s'est intéressé aux féminicides. Il cherche à montrer la pertinence du concept pour le XIXe siècle, avant l'apparition même du terme. Il écrit que « le féminicide existe avant le mot ». Pour lui, les logiques de mise à mort des femmes sont spécifiques et différentes de celles des hommes. La domination masculine sur le corps des femmes pouvant s'exercer avec parfois une grande impunité. Le décès d'une femme est souvent considéré comme un accident, une fatalité ou comme un des malheurs de la guerre dans le cadre de conflits.

## Publications

### Ouvrages
- Les criminels du Poitou au XIXe siècle, La Crèche, Geste Éditions, coll. « Pays d'histoire », 1999, 358 p. (ISBN 2-910919-92-7, présentation en ligne), [présentation en ligne].
- Les experts du crime : la médecine légale en France au XIXe siècle, Paris, Aubier, coll. « Collection historique », 2000, 301 p. (ISBN 2-7007-2323-6, présentation en ligne), [présentation en ligne].
- Experts et expertise judiciaire : France, XIXe  et  XXe siècles, Rennes, Presses universitaires de Rennes, 2003, 283 p. (ISBN 2-86847-858-1, présentation en ligne, lire en ligne).
- Justice et déviance à l'époque contemporaine : l'imaginaire, l'enquête et le scandale, Rennes, Presses universitaires de Rennes, 2007, 392 p. (ISBN 978-2-7535-0466-0, DOI 10.4000/books.pur.6295, présentation en ligne).
- La chair des prétoires : histoire sensible de la cour d'assises, Rennes, Presses universitaires de Rennes, coll. « Histoire », 2010, 382 p. (ISBN 978-2-7535-1097-5, présentation en ligne).
- L' effroyable crime des sœurs Papin, Paris, Larousse, 2010, 239 p. (ISBN 978-2-03-584589-4).
- L'affaire Pranzini : aventurier, don Juan... et tueur de femmes?, Chêne-Bourg, Georg, 2018, 231 p. (ISBN 978-2-8257-1068-5).
- Une si douce accoutumance : la dépendance aux bulles, cases et bandes dessinées  (préf. Pascal Ory), Paris, Le Manuscrit, 2020, 271 p. (ISBN 978-2-304-04861-2).
- Les Tueurs de femmes et l'addiction introuvable : une archéologie des tueurs en série, Paris, Le Manuscrit, 2022, 227 p. (ISBN 978-2-304-05292-3, lire en ligne).

### Direction d'ouvrages
- Corps saccagés : une histoire des violences corporelles du siècle des Lumières à nos jours, Rennes, Presses universitaires de Rennes, coll. « Histoire. Série Justice et déviance », 2009, 313 p. (ISBN 978-2-7535-0820-0, présentation en ligne, lire en ligne).
- Avec Gilles Malandain (dir.), Impossibles victimes, impossibles coupables : les femmes devant la justice (XIXe – XXe siècles), Rennes, Presses universitaires de Rennes, 2009, 315 p. (ISBN 978-2-7535-0886-6, lire en ligne).
- Avec Jean-Claude Bourdin et Ludovic Gaussot (dir.), Faire justice soi-même : études sur la vengeance, Rennes, Presses universitaires de Rennes, 2010, 318 p. (ISBN 978-2-7535-1080-7).
- L'ennemie intime : la peur : perceptions, expressions, effets, Rennes, Presses universitaires de Rennes, coll. « Histoire », 2011, 285 p. (ISBN 978-2-7535-1481-2, présentation en ligne, lire en ligne).
- Avec Yves Jean et Laurent Willemez (dir.), Justice et sociétés rurales : du XVIe siècle à nos jours : approches pluridisciplinaires, Rennes, Presses universitaires de Rennes, 2011, 379 p. (ISBN 978-2-7535-1355-6).
- Le Droit de punir : du siècle des Lumières à nos jours, Presses universitaires de Rennes, coll. « Histoire », 2012 (ISBN 978-2-7535-1796-7)
- Avec Arnaud-Dominique Houte (dir.), Au voleur ! : images et représentations du vol dans la France contemporaine, Paris, Publications de la Sorbonne, 2014, 323 p. (ISBN 978-2-85944-772-4).
- Histoire de la haine : une passion funeste 1830-1930, Rennes, Presses universitaires de Rennes, 2014, 330 p. (ISBN 978-2-7535-3333-2).
- Avec Pierre Prétou (dir.), L'arrestation : interpellations, prises de corps et captures depuis le Moyen âge, Rennes, Presses universitaires de Rennes, 2015, 367 p. (ISBN 978-2-7535-4256-3).
- Avec Lydie Bodiou et Myriam Soria (dir.), Les vénéneuses : figures d'empoisonneuses de l'Antiquité à nos jours, Rennes, Presses universitaires de Rennes, 2015, 425 p. (ISBN 978-2-7535-3621-0).
- Avec André Rauch et Myriam Tsikounas (dir.), Le sarcasme du mal : histoire de la cruauté de la Renaissance à nos jours, Rennes, Presses universitaires de Rennes, 2016, 365 p. (ISBN 2-7535-4909-5).
- Avec Marie-José Grihom (dir.), Les corps défaillants : du corps malade, usé, déformé au corps honteux, Paris, Auzas, 2018, 414 p. (ISBN 978-2-84952-949-2).
- Avec Denis Mellier (dir.), Les êtres contrefaits : Corps difformes et corps grotesques dans la bande dessinée, Rennes, Presses universitaires de Rennes, 2019, 368 p. (ISBN 978-2-7535-7396-3).
- Avec Denis Mellier (dir.), Corps handicapés et corps mutilés dans la BD, Rennes, Presses universitaires de Rennes, 2020, 313 p. (ISBN 978-2-7535-7977-4).
- Avec Lydie Bodiou et Marie-José Grihom (dir.), Liens saccagés : comment dire les violences familiales ?, Rennes, Presses universitaires de Rennes, 2021, 323 p. (ISBN 978-2-7535-8254-5).
- Avec Rodolphe Defiolle et Freiderikos Valetopoulos (dir.), La palette des émotions : comprendre les affects en sciences humaines, Rennes, Presses universitaires de Rennes, 2021, 500 p. (ISBN 978-2-7535-8256-9).
- La nuit pénitentiaire : De l'invention d'un modèle à l'impossible décroissance de la population carcérale, Rennes, Presses universitaires de Rennes, 2022, 254 p. (ISBN 978-2-7535-8771-7, présentation en ligne).
- Avec Lydie Bodiou (dir.), Les archives du féminicide, Paris, Hermann, 2022, 458 p. (ISBN 979-1-0370-0829-9, DOI 10.3917/herm.bodio.2022.01, présentation en ligne).
- Avec Denis Mellier (dir.), Gestes et bandes dessinées, Rennes, Presses universitaires de Rennes, 2022, 435 p. (ISBN 978-2-7535-8606-2).
- Avec Lydie Bodiou et Jean-Philippe Martin (dir.), À coups de cases et de bulles : Les violences faites aux femmes dans la bande dessinée, Rennes, Presses universitaires de Rennes, 2023, 349 p. (ISBN 978-2-7535-8623-9, lire en ligne).